# Ferguson P99
La Ferguson P99 è una monoposto di Formula 1, costruita dalla Ferguson e utilizzata dalla Rob Walker Racing Team  per partecipare al Campionato mondiale di Formula 1 1961. Progettata da Claude Hill, è dotata di un motore Coventry Climax FPF da 1496 cc. È stata la prima vettura di Formula 1 ad essere dotata della trazione integrale.